# غرب ووسط الدلتا للنقل والسياحة
شركة غرب ووسط الدلتا للنقل والسياحة هي شركة مساهمة حكومية مصرية، تابعة للشركة القابضة للنقل البحري والبري إحدى شركات وزارة النقل، بدأت نشاطها منذ الخمسينات من القرن الماضي كشركة قطاع خاص ثم في عام 1961 كشركة تابعة لأحدي هيئات وزارة النقل ثم كشركة قطاع عام سنة 1979 ثم كإحدى شركات قطاع الأعمال العام ذات السمة التجارية طبقا لقانون 203 لسنة 1991.
تم ضم شركة وسط الدلتا لشركة أتوبيس غرب الدلتا اعتبارا من أبريل 2005 لتمتد خطوطها لتربط محافظات وسط الدلتا وغرب الدلتا علي اتساعها وكثافة سكانها وبذا تساهم الشركة الجديدة بعد توحد جهودها وإعادة تنظيمها في تحسين وتنوع الخدمات المقدمة لمختلف الفئات والمستويات في سوق نقل الركاب .القيام بأعمال النقل العام والخاص للركاب بالأتوبيسات في خطوط منظمة أو عمليات خاصة بالرحلات والسياحة وغيرهما.

## معرض الصور

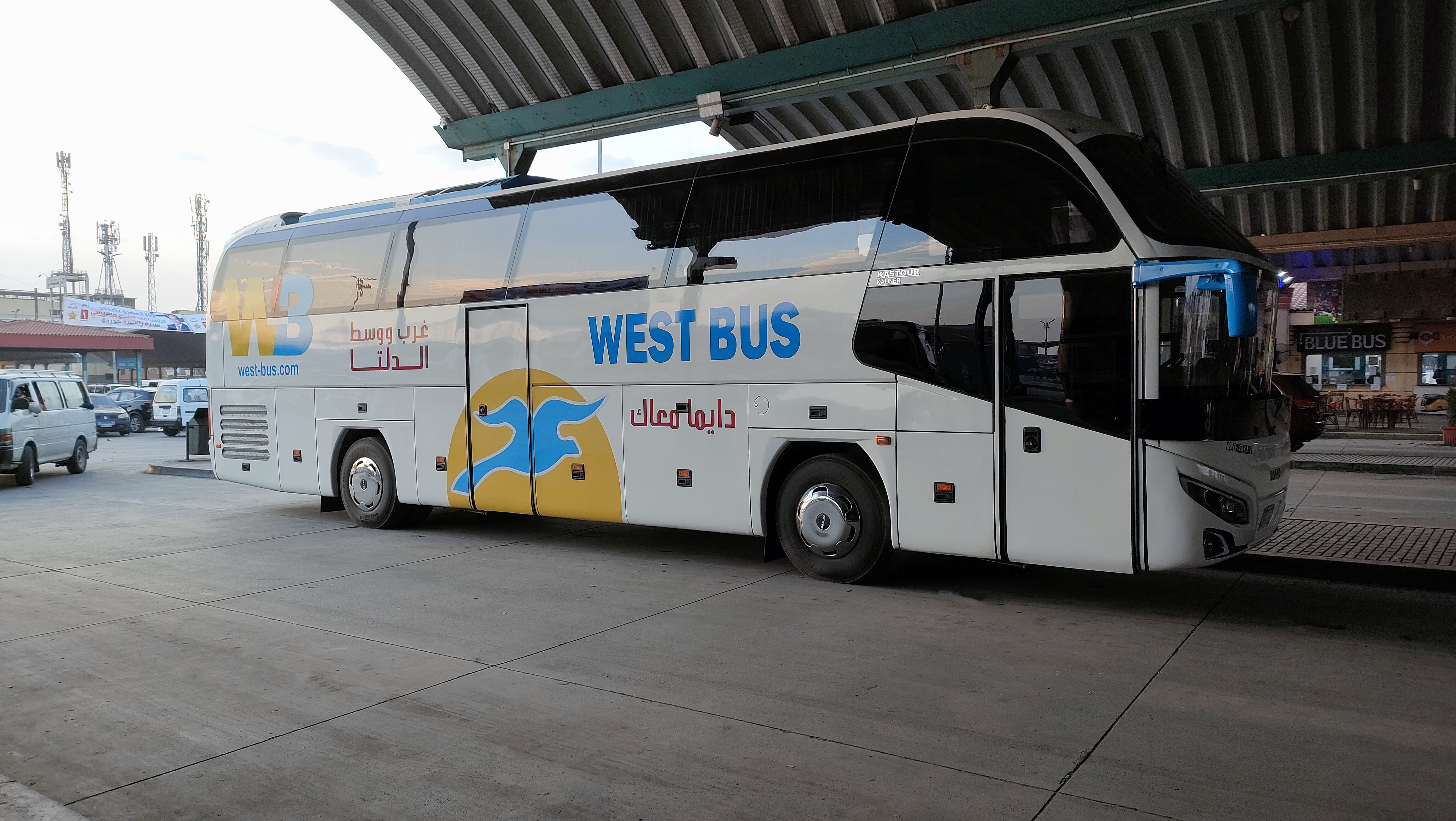
حافلة من طراز مان.
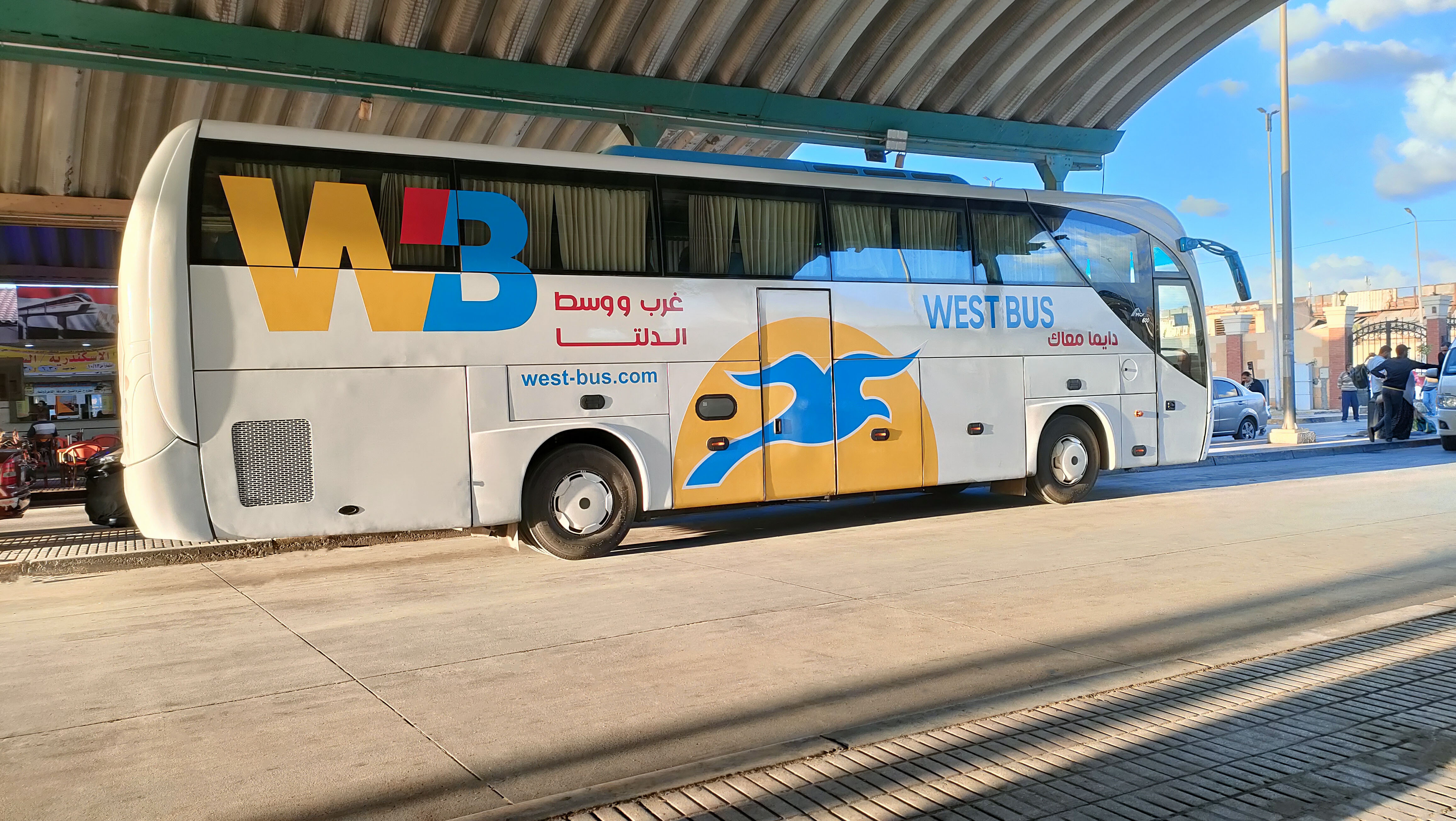
حافلة من طراز مرسيدس.

## وصلات خارجية
- الموقع الرسمي للشركة.
- الصفحة الرسمية للشركة على موقع فيس بوك.